# Сираївська сільська рада
Сираї́вська сільська́ ра́да — адміністративно-територіальна одиниця та орган місцевого самоврядування в Козелецькому районі Чернігівської області. Адміністративний центр — село Сираї.

## Загальні відомості
- Населення ради: 812 особи (станом на 2001 рік)

## Населені пункти
Сільській раді підпорядковані населені пункти:
- с. Сираї
- с. Карпоки
- с. Сокирин

## Склад ради
Рада складається з 12 депутатів та голови.
- Голова ради: Доломанський Сергій Іванович
- Секретар ради: Артюх Віра Олексіївна

### Керівний склад попередніх скликань
| Прізвище, ім'я, по батькові  | Основні відомості                                                         | Дата обрання | Дата звільнення |
| ---------------------------- | ------------------------------------------------------------------------- | ------------ | --------------- |
| Рак Олексій Олександрович    | Сільський голова, 1957 року народження                                    | 26.03.2006   | 31.10.2010      |
| Доломанський Сергій Іванович | Сільський голова, 1961 року народження, освіта вища, член Партії регіонів | 31.10.2010   |                 |

Примітка: таблиця складена за даними сайту Верховної Ради України

### Депутати
За результатами місцевих виборів 2010 року депутатами ради стали:

#### За суб'єктами висування
| Суб'єкт висування                                       | Кількість обраних депутатів | %   |
| ------------------------------------------------------- | --------------------------- | --- |
| Партія регіонів                                         | 6                           | 50  |
| Політична партія Всеукраїнське об'єднання «Батьківщина» | 3                           | 25  |
| Комуністична партія України                             | 1                           | 8,3 |
| Політична партія «Сильна Україна»                       | 1                           | 8,3 |
| Самовисування                                           | 1                           | 8,3 |

#### За округами
| № округу                                                | Прізвище, ім'я, по батькові  | Дата визнання обраним | Освіта             | Партійна приналежність                        | Відомості про обраного депутата                   |
| ------------------------------------------------------- | ---------------------------- | --------------------- | ------------------ | --------------------------------------------- | ------------------------------------------------- |
| Комуністична партія України                             |                              |                       |                    |                                               |                                                   |
| 2                                                       | Артюх Віра Олексіївна        | 01.11.2010            | вища               | позапартійна                                  | Сираївська сільська рада, секрет ар               |
| Партія регіонів                                         |                              |                       |                    |                                               |                                                   |
| 3                                                       | Чепак Наталія Дмитрівна      | 01.11.2010            | середня спеціальна | позапартійна                                  | Сираївське споживче товариство, бухгалтер         |
| 4                                                       | Брачун Олег Іванович         | 01.11.2010            | вища               | член Партії регіонів                          | ДП «Укргазпромсервіс», охоронець                  |
| 5                                                       | Слуговина Софія Михайлівна   | 01.11.2010            | середня спеціальна | позапартійна                                  | Сираївське поштове відділення, завідувачка        |
| 10                                                      | Овчаренко Світлана Василівна | 01.11.2010            | середня спеціальна | позапартійна                                  | Сокиринський магазин, продавець                   |
| 11                                                      | Кущ Володимир Васильович     | 01.11.2010            | середня            | позапартійний                                 | пенсіонер                                         |
| 12                                                      | Горбач Костянтин Васильович  | 01.11.2010            | середня            | позапартійний                                 | Охоронне агентство ВОХОР ДПСЗ, охоронець          |
| Політична партія Всеукраїнське об'єднання «Батьківщина» |                              |                       |                    |                                               |                                                   |
| 1                                                       | Позній Григорій Іванович     | 01.11.2010            | вища               | член Всеукраїнського об'єднання «Батьківщина» | Сираївська загальноосвітня школа, вчитель         |
| 6                                                       | Сирай Сергій Олексійович     | 01.11.2010            | середня            | член Всеукраїнського об'єднання «Батьківщина» | Сираївська загальноосвітня школа I-III ст., водій |
| 8                                                       | Перещ Олексій Олексійович    | 01.11.2010            | середня            | позапартійний                                 | тимчасово не працює                               |
| Політична партія «Сильна Україна»                       |                              |                       |                    |                                               |                                                   |
| 9                                                       | Рак Віра Миколаївна          | 01.11.2010            | середня спеціальна | позапартійна                                  | тимчасово не працює                               |
| Самовисування                                           |                              |                       |                    |                                               |                                                   |
| 7                                                       | Грицан Микола Федорович      | 01.11.2010            | середня спеціальна | член Політичної партії «Нова політика»        | приватний підприємець                             |